# Capricho rillano
El Capricho rillano es un edificio de estilo modernista, situado en Rillo de Gallo (Guadalajara, España).

## Obra
Se sitúa al borde de la carretera N-211 km 54, se trata de un edificio modernista que sigue un modelo gaudiano. La casa, construida en piedra, incluye elementos en forja y trencadís reminiscentes de la obra del maestro catalán. Quizá su elemento más prominente sea la serpiente que cae desde la azotea a lo largo de toda la altura del inmueble, en alusión a la leyenda recogida en el siglo XVII por Francisco Núñez, y que recoge la existencia de una gigantesca culebra en la cercana dehesa de Villacabras, tan alta como un hombre, que habría sido avistada varias veces.
El responsable de la obra es Juan Antonio Martínez Moreno, natural de Prados Redondos, vecino de Guadalajara y vinculado a Rillo de Gallo por ser su mujer natural de este pueblo cercano a Molina de Aragón. Con claras influencias modernistas y del arquitecto Antonio Gaudí, la casa tiene elementos como ranas, ojos, esfinges, girasoles y una serpiente.